# Sant Vicenç de Montalt
Sant Vicenç de Montalt est une commune de la province de Barcelone, en Catalogne, en Espagne, de la comarque de Maresme

## Culture locale et patrimoine

### Personnalités liées à la commune
- Francisco Milans del Bosch (1769-1834) : militaire né et mort à Sant Vicenç de Montalt.